# يوهان جيورج ياكوبي
يوهان جيورج ياكوبي (بالألمانية: Johann Georg Jacobi) (و. 1740 – 1814 م) هو شاعر، وكاتب، وأستاذ جامعي، وصحفي الرأي ألماني، ولد في دوسلدورف، كان عضوًا في الأكاديمية البافارية للعلوم والعلوم الإنسانية، توفي في فرايبورغ، عن عمر يناهز 74 عاماً.

## التعليم
تعلم في جامعة غوتينغن، وتعلم في جامعة هلمشتيت
.

## روابط خارجية
- يوهان جيورج ياكوبي على موقع ميوزك برينز (الإنجليزية)
- يوهان جيورج ياكوبي على موقع ديسكوغز (الإنجليزية)